# Daniele Amfitheatrof
Daniele Amfitheatrof (San Pietroburgo, 29 ottobre 1901 – Roma, 7 giugno 1983) è stato un direttore d'orchestra russo.
Figlio dello scrittore Aleksandr Amfiteatrov, studiò a Praga e a Roma e fu direttore d'orchestra all'EIAR poi negli USA. Fu inoltre discreto compositore di colonne sonore. Suo fratello, Massimo Amfiteatrof, fu violoncellista d'eccezione.

## Filmografia parziale
- Bridal Suite, regia di Wilhelm Thiele (1939)
- Phantom Raiders, regia di Jacques Tourneur (1940)
- Il ritorno del lupo (Whistling in Dixie), regia di S. Sylvan Simon - musica addizionale, non accreditato (1942)
- A Stranger in Town, regia di Roy Rowland (1943)
- Il virginiano (The Virginian), regia di Stuart Gilmore (1946)
- Lettera da una sconosciuta (Letter from an Unknown Woman), regia di Max Ophüls (1948)
- Il ventaglio (The Fan), regia di Otto Preminger (1949)
- Sabbia (Sand), regia di Louis King (1949)
- La setta dei tre K (Storm Warning), regia di Stuart Heisler (1951)
- L'inferno di Yuma (Devil's Canyon), regia di Alfred L. Werker (1953)
- L'orfana senza sorriso (Scandal at Scourie), regia di Jean Negulesco (1953)
- L'ultima caccia (The Last Hunt), regia di Richard Brooks (1956)
- Passione gitana (Spanish Affair), regia di Luis Marquina e Don Siegel (1957)
- L'uomo che non voleva uccidere (From Hell to Texas), regia di Henry Hathaway (1958)
- Il diavolo in calzoncini rosa (Heller in Pink Tights), regia di George Cukor (1959)
- Sierra Charriba (Major Dundee), regia di Sam Peckinpah (1965)